# Тересвянська селищна територіальна громада
Тересвянська селищна громада — територіальна громада в Україні, у Тячівському районі Закарпатській області. Адміністративний центр — селище Тересва.
Площа громади — 47 км², населення — 16 675 мешканців (2020).
Утворена 12 червня 2020 року шляхом об'єднання Тересвянської селищної, Грушівської і Кривської сільських рад Тячівського району.

## Населені пункти
До складу громади входять 3 населених пунктів — 1 селище (Тересва) і 2 села:
- с. Грушово
- с. Крива